# Zuid-Amerikaanse slangenhalsschildpadden
Zuid-Amerikaanse slangenhalsschildpadden (Hydromedusa) zijn een geslacht van schildpadden uit de familie slangenhalsschildpadden (Chelidae).

## Naam en indeling
De wetenschappelijke naam van de groep werd voor het eerst voorgesteld door Johann Georg Wagler in 1830. De geslachtsnaam Hydromedusa betekent vrij vertaald 'beschermer van het water'; hydra = water en medusa = beschermer. Het geslacht werd in 1893 door Georg Baur toegewezen aan de monotypische onderfamilie Hydromedusinae, en is dus de enige vertegenwoordiger van deze groep.
De oudste fossielen van dit geslacht betreffen een reeds uitgestorven soort die bekend is uit het midden van het Eoceen. Deze resten zijn gevonden in Argentinië.

### Soorten
Het geslacht omvat de volgende moderne soorten, met de auteur en het verspreidingsgebied.
| Naam                                                        | Auteur      | Verspreidingsgebied                                   |
| ----------------------------------------------------------- | ----------- | ----------------------------------------------------- |
| Braziliaanse slangenhalsschildpad (Hydromedusa maximiliani) | Mikan, 1825 | Zuid-Amerika; Brazilië                                |
| Argentijnse slangenhalsschildpad (Hydromedusa tectifera)    | Cope, 1869  | Zuid-Amerika; Brazilië, Paraguay, Argentinië, Uruguay |

## Uiterlijke kenmerken
De familie slangenhalsschildpadden telt 56 soorten, waarvan de meeste wel een uitstekende nek hebben maar van een echte 'slangenhals' die even lang of langer is dan het schild is maar bij een paar geslachten sprake, zoals de Australische slangenhalsschildpadden (Chelodina) uit Australië en bij dit geslacht. Hydromedusa telt twee soorten die voorkomen in Zuid-Amerika. De nek van de Zuid-Amerikaanse slangenhalsschildpadden is langer dan het deel van de wervelkolom dat in het schild geborgen is. Het tussenkeelschild is relatief groot en scheidt de keelschilden.
Beide soorten hebben een vrij plat schild en goed ontwikkelde zwemvliezen. Het zijn goede zwemmers die aan water zijn gebonden en er wel uit komen om te zonnen of van poel te verhuizen, maar de dieren worden nooit heel ver van oppervlaktewater aangetroffen. Beide soorten worden niet zo groot, de schildlengtes variëren van 20 tot 30 centimeter en de schilden zijn langwerpig van vorm, maar door de lange nek doen de schildpadden groter aan.
De schildpadden bereiken een rugschildlengte van ongeveer twintig tot dertig centimeter. De kleur van zowel het rugschild als de huid is relatief donker van kleur. Het buikschild is niet voorzien van scharnierende delen zoals van verwante soorten bekend is. Aan de onderzijde van de kin zijn geen baarddraden aanwezig. De poten dragen zowel aan de voor- als achterzijde altijd vier klauwen die voorzien zijn van goed ontwikkelde zwemvliezen.

## Levenswijze
Beide soorten zijn vrijwel volledig carnivoor en leven van verschillende waterdieren zoals slakken, kreeftachtigen en insecten en ook vissen kunnen worden buitgemaakt. De lange nek en de lange, platte kop worden gebruikt om prooien in kieren en spleten te vangen. De vrouwtjes zetten slechts een tot drie eieren af, de eieren zijn wit van kleur, hebben een harde schaal en zijn langwerpig van vorm.

## Verspreiding en habitat
Zuid-Amerikaanse slangenhalsschildpadden komen voor in delen van Zuid-Amerika en leven in de landen Brazilië, Paraguay, Argentinië en Uruguay. De Braziliaanse slangenhalsschildpad komt alleen voor in Brazilië waar de verspreidingsgebieden elkaar overlappen. Deze soort komt echter voornamelijk voor rond hoger gelegen gebieden boven 600 meter boven zeeniveau. De Braziliaanse slangenhalsschildpad leeft daarnaast voornamelijk in rivieren met een rotsige bodem die snel stromen en kan zelfs bij watervallen worden aangetroffen. De Argentijnse slangenhalsschildpad heeft een voorkeur voor wateren met een zachte bodem die langzaam of niet stromen, deze soort kan ook in brakwater worden gevonden.

## Beschermingsstatus
Door de internationale natuurbeschermingsorganisatie IUCN is alleen aan de Braziliaanse slangenhalsschildpad (Hydromedusa maximiliani) een beschermingsstatus toegewezen. Deze soort wordt beschouwd als 'kwetsbaar' (Vulnerable of VU).